# Welsh rarebit
El Welsh rarebit o Welsh rabbit és un plat que consisteix en una salsa a base de formatge calent servida sobre llesques de pa torrat. El nom original del plat era el jocós Welsh rabbit ("conill gal·lès"), que posteriorment es va reinterpretar com a "rarebit", ja que el plat no conté conill. Tot i que el formatge amb pa torrat era popular a Gal·les, no hi ha evidències contundents que el plat s'originés a la cuina gal·lesa.
La primera referència registrada al plat va ser "Welsh rabbit" el 1725 en un context anglès; tot i que es desconeix l'origen del terme, probablement es pretenia que fos jocós. El conte Welsh Rabbit and Hunted Hares podria ser una referència del "Welsh rabbit", també conegut com "Molly Cotton Tail".
Algunes receptes simplement fonen el formatge ratllat sobre pa torrat, cosa que el fa idèntic al formatge sobre pa torrat. Altres elaboren la salsa de formatge, cervesa ale i mostassa i guarnida amb pebre de Caiena o pebre vermell. Altres receptes afegeixen vi o salsa Worcestershire. La salsa també pot barrejar formatge i mostassa en una beixamel.
Des del segle xx, el "rarebit", "salsa rarebit" o fins i tot "salsa de conill" ha estat ocasionalment una salsa de formatge que s'utilitza en hamburgueses o altres plats.